# Tour de Picardia 2014
El Tour de Picardia 2014, 68a edició del Tour de Picardia, es va disputar entre el 16 al 18 de maig de 2014 sobre un recorregut de 538 km repartits entre tres etapes. La cursa formava part del calendari de l'UCI Europa Tour 2014, amb una categoria 2.1.
La cursa fou guanyada pel francès Arnaud Démare (FDJ), vencedor de la darrera edició dels Quatre dies de Dunkerque, i de les dues darreres etapes d'aquesta cursa. L'acompanyaren al podi el neerlandès Ramon Sinkeldam (Giant-Shimano) i el també francès Bryan Coquard (Team Europcar).
En les classificacions secundàries Démare guanyà la dels punts, Philippe Gilbert (BMC Racing Team) la de la muntanya i el Wanty-Groupe Gobert la dels equips.

## Equips
L'organització convidà a prendre part en la cursa a set equips World Tour, cinc equips continentals professionals i quatre equips continentals:
equips World TourAG2R La Mondiale, Astana Qazaqstan Team, BMC Racing Team, Team Europcar, FDJ, Giant-Shimano, Omega Pharma-Quick Step
equips continentals professionalsBretagne-Séché Environnement, Cofidis, MTN Qhubeka, Topsport Vlaanderen-Baloise, Wanty-Groupe Gobert
equips continentalsBigMat-Auber 93, La Pomme Marseille 13, Roubaix Lille Métropole, Wallonie-Bruxelles

## Etapes
| Etapa | Data       | Recorregut                              |             | Km    | Vencedor d'etapa    | Líder de la general | Ref.  |
| ----- | ---------- | --------------------------------------- | ----------- | ----- | ------------------- | ------------------- | ----- |
| 1a    | 16 de maig | Fort-Mahon-Plage – Estrées-Saint-Denis  | Etapa plana | 191   | Bryan Coquard (FRA) | Bryan Coquard (FRA) | [ 3 ] |
| 2a    | 17 de maig | Mouy – Beaurieux (Chemin des Dames)     | Etapa plana | 176,5 | Arnaud Démare (FRA) | Arnaud Démare (FRA) | [ 4 ] |
| 3a    | 18 de maig | Chamouille (Cap'Aisne) – Bray-sur-Somme | Etapa plana | 170,5 | Arnaud Démare (FRA) | Arnaud Démare (FRA) | [ 1 ] |

## Classificació final
|    | Ciclista                 | Equip                       | Temps       |
| -- | ------------------------ | --------------------------- | ----------- |
| 1  | Arnaud Démare (FRA)      | FDJ                         | 11h 59' 57" |
| 2  | Ramon Sinkeldam (NED)    | Giant-Shimano               | + 13"       |
| 3  | Bryan Coquard (FRA)      | Team Europcar               | + 21"       |
| 4  | Gianni Meersman (BEL)    | Omega Pharma-Quick Step     | + 26"       |
| 5  | Rudy Barbier (FRA)       | Roubaix Lille Metropole     | + 27"       |
| 6  | Björn Leukemans (BEL)    | Wanty-Groupe Gobert         | + 28"       |
| 7  | Nikolas Maes (BEL)       | Omega Pharma-Quick Step     | + 28"       |
| 8  | Maxime Daniel (FRA)      | AG2R La Mondiale            | + 28"       |
| 9  | Kévin Reza (FRA)         | Team Europcar               | + 28"       |
| 10 | Kenneth Van Bilsen (BEL) | Topsport Vlaanderen-Baloise | + 29"       |